# ديك بيلز
ديك بيلز (بالإنجليزية: Dick Beals)‏ هو ممثل أمريكي، ولد في 16 مارس 1927 في ديترويت في الولايات المتحدة، وتوفي في 29 مايو 2012 في فيستا في الولايات المتحدة.

## وصلات خارجية
- ديك بيلز على موقع IMDb (الإنجليزية)
- ديك بيلز على موقع ميوزك برينز (الإنجليزية)
- ديك بيلز على موقع أول موفي (الإنجليزية)
- ديك بيلز على موقع قاعدة بيانات الأفلام السويدية (السويدية)
- ديك بيلز على موقع ديسكوغز (الإنجليزية)
- ديك بيلز على موقع قاعدة بيانات الفيلم (الإنجليزية)
- ديك بيلز على موقع كينوبويسك (الروسية)